# Sąd Ozyrysa

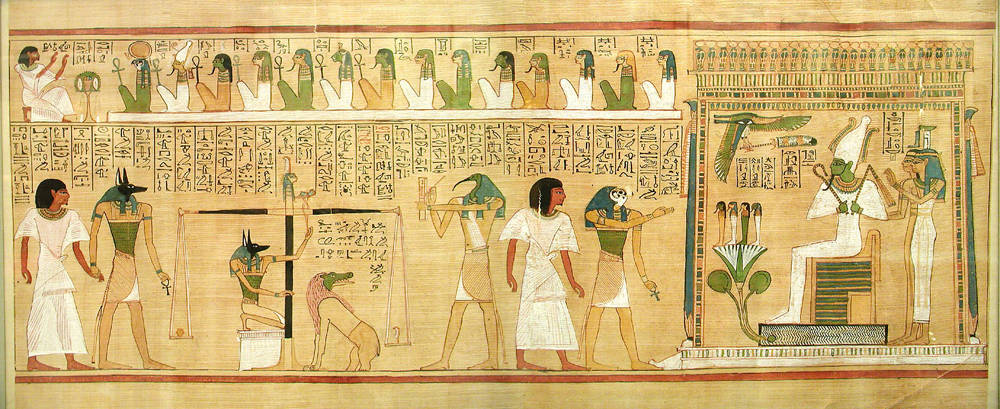
Sąd Ozyrysa

Sąd Ozyrysa – w mitologii egipskiej rytuał, jakiemu musiała poddać się dusza w Sali dwóch Prawd, gdzie zasiadał trybunał Ozyrysa sądzący zmarłego, doprowadzonego na sąd przez Anubisa. W sali ustawiona była waga, na której ważono serce zmarłego na drugiej szali kładziono pióro – symbol bogini prawdy Maat. Ozyrys z Neftydą, Izydą i 42 asesorami, po wysłuchaniu spowiedzi zmarłego, wydawał wyrok. Jeśli ciężar grzechów przeważył szalę, duszę zabierał potwór Ammit – pół lew, pół hipopotam z głową krokodyla. „Usprawiedliwionego głosem” Ozyrys wprowadzał do raju (Pola Jaru). Według wierzeń starożytnych Egipcjan Sąd Ozyrysa był sądem ostatecznym, od którego nie istniała możliwość apelacji.
Koncepcja sądu Ozyrysa zaczyna kształtować się w religii staroegipskiej w początkach Średniego Państwa (XXII–XXI w. p.n.e.), aby ostateczny kształt przybrać w okresie Nowego Państwa.